# Большой Дол
Большой Дол (укр.  Великий Діл) — горный массив Украинских Карпат, центральная часть Вигорлат-Гутинского вулканического хребта.

## География
Расположен в пределах Хустского и Мукачевского районов Закарпатской области. Состоит из главного хребта под названием Большой Дол и многих второстепенных хребтов-ответвлений. Массив простирается между реками Латорицей (на западе) и Боржавой (на востоке).
Рядовые высоты 700—800 м, максимальная — 1081 м (г. Бужора). Склоны асимметричные: южные более пологие, чем северные. Случаются остатки погасших вулканов. Состоит из андезитов, базальтов и их туфов. Распространены эрозионные и оползневые осыпные процессы, бывают сели. Есть источники минеральных вод. Верхний ярус гор (свыше 650 м) занят буковыми лесами, низкогорье — остатками дубовых дубрав, садами и виноградниками. Район туризма.